# Taweila
Taweila (tiếng Ả Rập: طويلة) là một ngôi làng Syria nằm ở Abu al-Duhur Nahiyah ở huyện Idlib, Idlib. Theo Cục Thống kê Trung ương Syria (CBS), Taweila có dân số 175 người trong cuộc điều tra dân số năm 2004.